# Psyllaephagus callainus
Psyllaephagus callainus är en stekelart som beskrevs av Prinsloo 1981. Psyllaephagus callainus ingår i släktet Psyllaephagus och familjen sköldlussteklar. Inga underarter finns listade i Catalogue of Life.